# Грамерси (Манхэттен)
Гра́мерси (англ. Gramercy, Gramercy Park) — район на северо-востоке Нижнего Манхэттена. На западе квартал ограничен Парк-авеню, на севере — 23-й улицей, на востоке — 1-й авеню и на юге — 14-й улицей.

## История

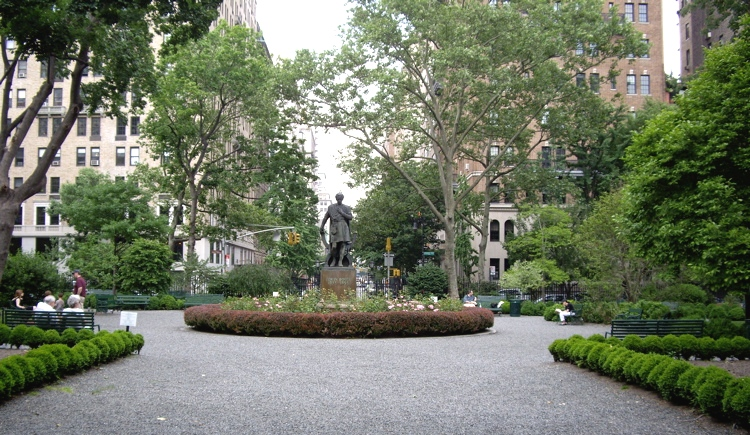
Грамерси-парк

Местность, на которой расположен квартал, изначально была болотом. В 1831 году застройщик Сэмюэл Рагглс (англ.) предложил разбить на его месте парк. Для этой цели у сына мэра города Джеймса Дуэйна он приобрёл поместье «Грамерси-Фарм» (англ. Gramercy Farm). На осушение болота и благоустройство территории Рагглс потратил $180 000. Вокруг парка был разбит Грамерси-сквер. Его территория была дарована владельцам 60 окружающих его земельных участков. В 1832 году городской совет освободил парк от налогового обложения. Грамерси-парк стал вторым частным парком в городе после Хадсон-сквера, принадлежавшего приходу Церкви Троицы.
В 1833 году Грамерси-парк был обнесён оградой. В 1840-х годах вокруг него началось возведение жилой застройки. Рагглс пролоббировал в легислатуре штата прокладку между 3-й и 4-й авеню улиц Лексингтон-авеню и Ирвинг-Плейс, проходящих через Грамерси.
В 1863 году в Грамерси-парке расквартировались солдаты Союза. Они были призваны подавить бунты, разразившиеся из-за объявленного военного призыва. Грамерси-парк охранялся гаубицами 8-го артиллерийского полка, тогда как оборону соседнего Стайвесант-сквера держал 152-й нью-йоркский добровольческий полк.
Дома 34 и 36 стали одними из первых многоквартирных домов в городе. Они были возведены в 1883 и 1905 годах соответственно. К 1920-м годам квартал был застроен подобными домами практически полностью.
В конце XIX века на 23-й улице открылось несколько благотворительных организаций, оказывавших заметное влияние на местную социальную политику. Некоторые из них, как, например, Федерация протестантских благотворительных организаций, функционируют до сих пор. Расположенная на севере квартала Голгофская церковь устраивает еженедельную раздачу продуктов нуждающимся. Здание синагоги, находящееся на юге Грамерси-парка, было построено в 1859 году и изначально было молитвенным домом квакеров; во время Гражданской войны оно использовалось как пересыльный пункт Подпольной железной дороги.
В 1925 году на месте нескольких малоэтажных домов был построен отель Грамерси-Парк. В 2006 году он подвергся значительным изменениям. Новые интерьеры отеля были разработаны художником и режиссёром Джулианом Шнабелем. Отель имеет выход к парку и предоставляет от него своим постояльцам 12 ключей.
20 сентября 1966 года части района был присвоен статус исторического квартала. 12 июля 1988 года статус был расширен на бо́льшую территорию района. В 1980 году квартал был внесен в Национальный реестр исторических мест США.

## Описание

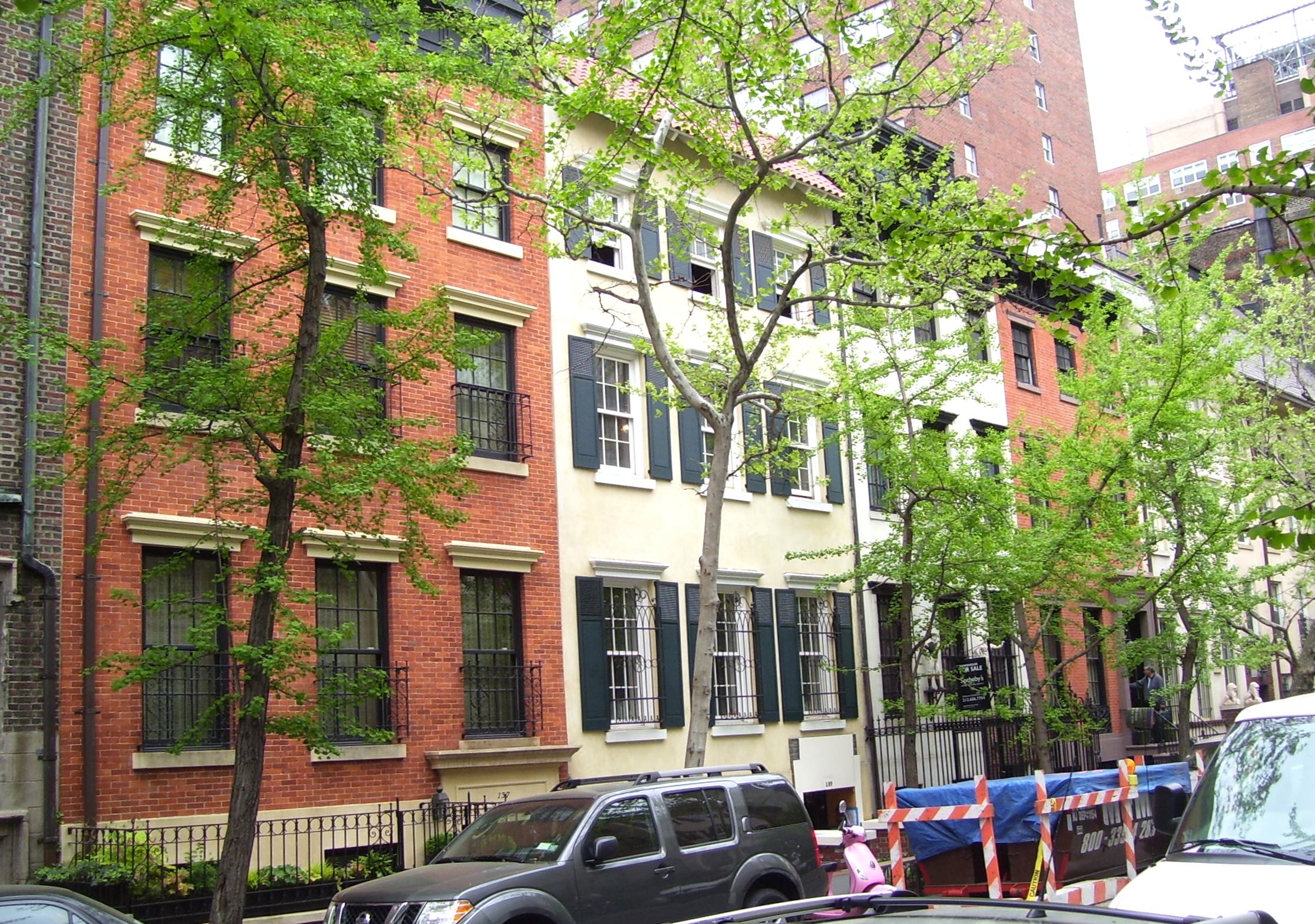
Здания на 19-й улице

Несмотря на своё местоположение, Грамерси является достаточно тихим и безопасным районом. Благодаря сохранившейся старинной архитектуре застройка на восточной стороне 19-й улицы между 3-й авеню и Ирвинг-Плейс носит неофициальное прозвище «Прекрасный Квартал».
По улице Ирвинг-Плейс расположено множество баров и ресторанов, среди которых — одно из старейших питейных заведений города: Таверна Пита. В 1905 году О. Генри написал в ней новеллу «Дары волхвов». Во время сухого закона таверна маскировалась под цветочный магазин. В концертном зале Ирвинг-Плаза на пересечении Ирвинг-Плейс и 15-й улицы регулярно проходят концерты как популярных, так и малоизвестных групп.

### Образование
В квартале расположено две средних школы: Школа Вашингтон-Ирвин (англ.) на Ирвинг-Плейс и Школа будущего (англ.) на пересечении 22-й улицы и Лексингтон-авеню. В здании на 20-й улице между 1-й и 2-й авеню расположены начальная школа имени Сент-Годенса и средняя научная школа имени Джонаса Солка. Ниже по улице расположена средняя школа имени Симона Баруха (англ.). Рядом с ней, на 23-й улице, расположена школа для слабослышащих и государственная начальная школа. На пересечении 2-й авеню с 22-й улицей расположена основанная в 1885 году католическая Школа Богоявления, с 20-й улицей — основанная Джеймсом Саймонсом частная школа для высокофункциональных аутистов. Также в Грамерси расположены помещения Колледжа Баруха и Школы изобразительных искусств.

### Медицинские учреждения
Между 15-й, 17-й улицами и 1-й авеню расположен крупный медицинский центр Бет-Изрейел. Недалеко от него, на 14-й улицей, находятся госпиталь, специализирующийся на заболеваниях суставов и Нью-Йоркский лазарет заболеваний ЛОР и глаз. Между 19-й и 20-й улицами расположен корпус амбулаторного лечения Онкологического центра имени Слоуна — Кеттеринга.

### Население
В 2009 году в районе насчитывалось 23 186 жителя. В расовом соотношении значительную долю занимают белые. Средний доход на домашнее хозяйство был приблизительно в 1,5 выше, чем в среднем по городу: $81 180.

### Общественный транспорт
Грамерси обслуживается станциями 3rd Avenue (BMT) и 23rd Street (IND Sixth Avenue Line). По состоянию на сентябрь 2012 года в районе действовали автобусные маршруты M1, M2, M3, M14A, M14D, M101, M102 и M103.